# Suffocation
Suffocation er et amerikansk dødsmetal-band, som blev dannet i 1990 i New York, USA. Bandet er især blevet kendt for deres store indflydelse på både brutalt og teknisk dødsmetal. Efter udgivelsen af Despise The Sun gik bandet i opløsning, men valgte at gendanne sig i 2002.

## Medlemmer
Nuværende medlemmer
- Frank Mullen – Vokal (1990–1998, 2003–)
- Terrance Hobbs – Guitar (1990–1998, 2003–)
- Guy Marchais – Guitar (1990, 2003–)
- Derek Boyer – Bas (2004–present)
- Mike Smith – Trommer (1990–1994, 2003–)

Tidligere medlemmer
- Doug Cerrito – Guitar (1990–1998)
- Josh Barohn – Bas (1990–1991, 2003)
- Chris Richards – Bas (1991–1998)
- Doug Bohn – Trommer (1994–1996)
- Dave Culross – Trommer (1996–1998)
- Kevin Talley – Trommer (1998 kun turné)
- Todd German – Guitar (1990 afløst af Doug Cerrito)

## Diskografi
| Studiealbums - 1991: Effigy of the Forgotten - 1993: Breeding the Spawn - 1995: Pierced from Within - 2004: Souls to Deny - 2006: Suffocation - 2009: Blood Oath | Andre udgivelser - 1990: Reincremated (Demo) - 1991: Human Waste (Ep) - 1994: Live Death (Delt udgivelse) - 1998: Despise the Sun (Ep) - 2005: Live in Quebec – The Close of a Chapter (livealbum) - 2008: The Best of Suffocation (opsamlingsalbum album) |

## Fodnoter
1. ↑  Encyclopaedia Metallum – Suffocation (USA)